# Lesoto en los Juegos Olímpicos de Sídney 2000
Lesoto estuvo representado en los Juegos Olímpicos de Sídney 2000 por seis deportistas, cuatro hombres y dos mujeres, que compitieron en tres deportes.
El portador de la bandera en la ceremonia de apertura fue el practicante de taekwondo Mokete Mokhosi. El equipo olímpico lesotense no obtuvo ninguna medalla en estos Juegos.